# Pierre Vilar

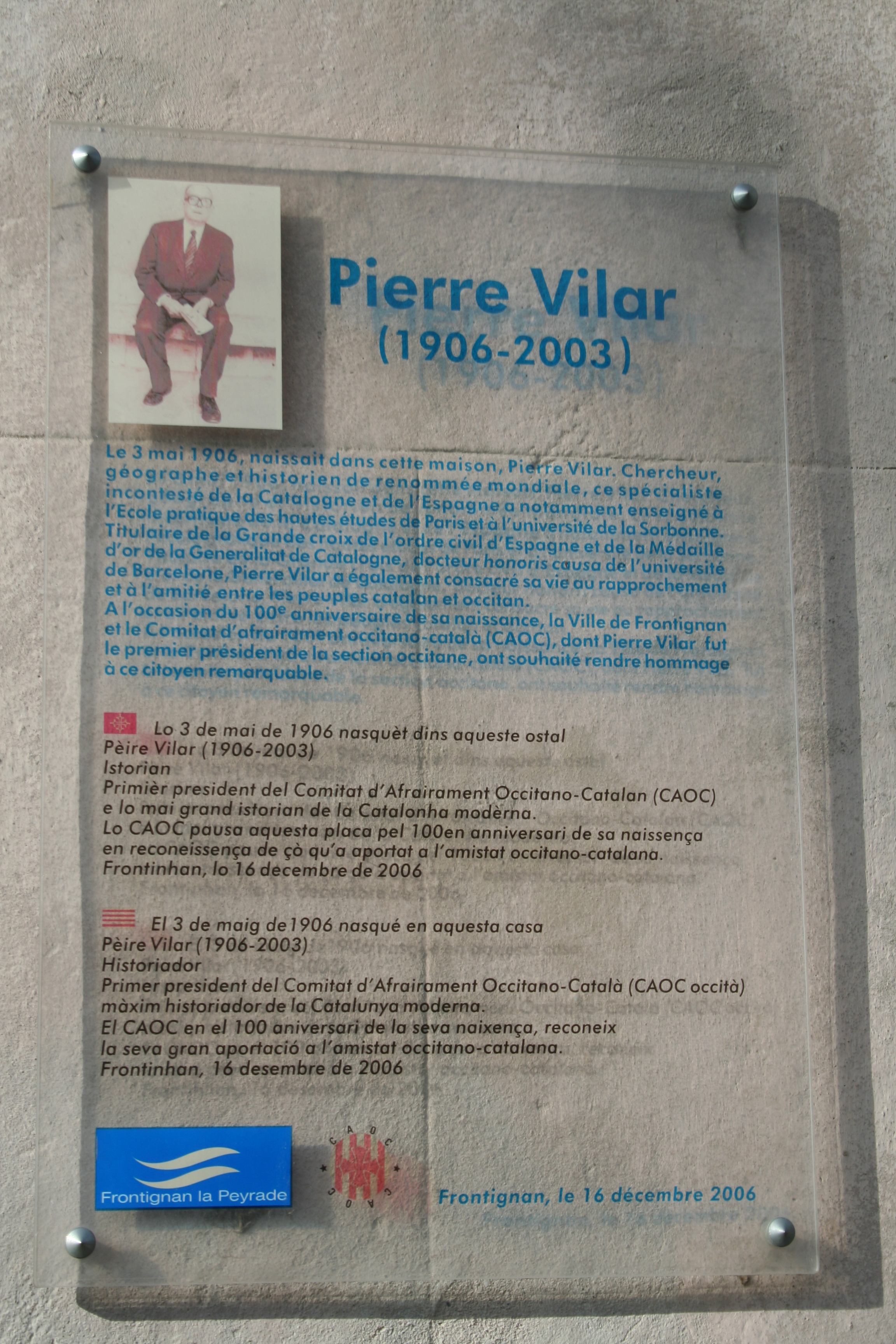
Placa da entrada da casa em que nasceu Pierre Vilar, em Frontignan (Languedoc-Roussillon), contendo textos em francês, catalão e occitano.

Pierre Vilar (Frontignan, 3 de Maio de 1906 - Saint Palais, 7 de Agosto de 2003) foi um historiador francês, especialista na história da Catalunha.

## Biografia
Pierre Vilar   nasceu em Frontignan, na região histórica da Occitânia e sempre se considerou profundamente identificado com a cultura da região, defendendo a oficialização da língua occitana e atuando no sentido de promover a reaproximação entre a  cultura  occitana e a catalã.
Estudou Geografia na Escola Normal Superior de Paris entre 1925 e 1929, tendo como referência o professor Albert Demangeon. Entre 1931 e 1936 é bolseiro da Escola de Altos Estudos Hispânicos na Casa de Velázquez, em Barcelona.
Após uma formação convencional, Pierre Vilar integra-se na corrente da Escola dos Annales, movimento iniciado por Marc Bloch e Lucien Febvre.
Na sua formação é igualmente marcante a influência do historiador francês Ernest Labrousse.
Em agosto de 1939, foi mobilizado como tenente do exército francês. Feito prisioneiro em 16 de junho de 1940, permanece em cativeiro em vários campos para oficiais prisioneiros (Oflags) na Alemanha, Polónia e Áustria, até maio de 1945.
Diretor de estudos na École Pratique des Hautes Études em 1951, em 1965 é nomeado para a cátedra de História Económica e Social criada por Marc Bloch na Sorbonne.
É com a obra O Ouro e a Moeda na História: 1540-1920 (1969), uma história notável dos sucessivos sistemas monetários, do monometalismo e bimetalismo ao desenvolvimento da moeda fiduciária, que Pierre Vilar se torna conhecido do grande público.
Reconhecido especialista na história da Catalunha, publicou diversas obras de referência sobre esta região da Península Ibérica.
Foi o primeiro presidente (1978 e 1981) da seção occitana do Cercle d'Afrairament Occitanocatalan  (Centro de Irmandade Occitano-Catalão), associação fundada em 1977 para desenvolver as relações entre as culturas occitana e catalã, dando seguimento ao trabalho da Oficina de Relacions Meridionals, fundada em 1930, no sentido de promover o reencontro das duas culturas. Em 1987, Vilar foi homenageado pelo  Congresso de Cultura Catalã e, em  2000, recebeu a medalha de ouro da Generalitat de Catalunya, das mãos do presidente da Generalitat, Jordi Pujol. 
Sofrendo de cegueira progressiva desde 1991, Vilar foi obrigado a deixar de trabalhar. Faleceu em 2003, aos 97 anos.

## Algumas obras
- 1947: Histoire de l'Espagne. Paris, Presses Universitaires de France. Colecção Que sais-je?, n.º 275.
- 1956: Le déclin catalan du bas Moyen Âge. Hypothèses sur sa chronologie.
- 1962: La Catalogne dans l'Espagne moderne. Recherches sur les fondements économiques des structures nationales. Paris, SEVPEN.
- 1964: Crecimiento y desarrollo. Economía e Historia. Reflexiones sobre el caso español. Barcelona, Ariel.

Compilação de artigos escritos entre 1949 e 1962 com uma introdução escrita expressamente para esta edição.
- 1969: Oro y moneda en la historia. 1450-1920. Barcelone, Ariel.

O original francês foi publicado cinco anos depois: Or et monnaie dans l’histoire. 1450-1920. Paris: Flammarion, 1974.
- 1973: Assaigs sobre la Catalunya del segle XVIII. Barcelona, Curial.

Compilação de artigos sobre a Catalunha do século XVIII.
- 1973: Histoire marxiste, histoire en construction: Essai de dialogue avec Althusser in Annales. Économies, Sociétés, Civilisations vol. 28, n.º 1 (janeiro-fevereiro de 1973), p. 165-198.
- 1980: Introducción al vocabulario del análisis histórico. Barcelona, Crítica.

O livro reúne trabalhos publicados em 1978 e 1979. A parte mais significativa da obra é a tradução das lições que circulavam policopiadas de uma disciplina universitária ministrada por Pierre Vilar.
- 1986: La guerre d'Espagne. Paris, Presses Universitaires de France. Colecção Que sais-je?, n.º 2338.
- 1987-1990: Història de Catalunya (director), 8 volumes.
- 1995: Pensar històricament. Reflexions i records. Valence, Edicions 3 i 4.

Autobiografia publicada originalmente em catalão e, em 1997, traduzida em castelhano (Barcelona, Crítica).

## Algumas obras editadas em português
- Desenvolvimento Económico e Análise Histórica. Lisboa, Presença, 1982.
- História de Espanha. Lisboa, Livros Horizonte, 2.ª ed., 1992.
- História Marxista, História em Construção: Ensaio de Diálogo com Louis Althusser / Pierre Vilar Lisboa, Estampa, 1975.
- Iniciação ao Vocabulário da Análise Histórica. Lisboa, João Sá da Costa, 1985.
- Ouro e Moeda na História. Mem Martins, Europa América, 1990.